# Superlliga Europea de Futbol
La Superlliga Europea de Futbol (en anglès:The Super League) organitzada per la European Super League Company, S.L. va ser una proposta de lliga a nivell continental de futbol masculí, constituïda per 15 equips fundadors -tots membres de la UEFA.
La competició va ser anunciada oficialment el 18 d'abril de 2021, per mitjà d'un comunicat de premsa emès a la pàgina web realmadrid.com, en el qual se cita a tots els membres fundadors: Reial Madrid CF, FC Barcelona, AC Milan, Chelsea FC, Arsenal FC, Atlètic de Madrid, FC Internazionale Milano, Juventus FC, Liverpool FC, Manchester City, Manchester United FC, i Tottenham Hotspur FC. El campionat va ser anunciat com un sistema de lliga anual compost per 20 equips, sent 15 els fundadors, i cinc més que necessitaran classificar-se a través d'un sistema de classificació per mèrits de temporades anteriors.
Florentino Pérez, president del Reial Madrid, serà el president de l'associació. Andrea Agnelli, president de la Juventus i Joel Glazer, president del Manchester United, es constitueixen com a vicepresidents de la competició.
La UEFA i la FIFA van anunciar en un altre comunicat de premsa que tots els equips que formen part d'aquesta competència han de ser expulsats de la seva lliga nacional i de les competències internacionals (UEFA Champions League i UEFA Europa League) que estiguin disputant. A més, els jugadors que formin part d'aquests equips seran expulsats de tot tipus de competència que estigui sota el nom d'UEFA i FIFA, incloent competicions de seleccions nacionals com la Copa Mundial de Futbol.

## Història
Les propostes d'una futura superlliga europea data des de 1998, quan la corporació italiana Media Partners va estudiar la idea, que va acabar fracassant quan la UEFA va anunciar el format de la Lliga de Campions. Diverses propostes serien realitzades durant les pròximes dues dècades, amb poc èxit.

### Primera incursió en la proposta
En l'octubre de 2020, Sky Sports va anunciar que la FIFA estava ideant un sistema de lliga anual que s'anomenaria la Superlliga Europea de Futbol, amb la idea de reemplaçar a la Champions League, i que involucraria 18 equips participants en un format de tots contra tots que desembocaria en un play-off d'eliminació directa sense descensos, un sistema similiar a les competicions més populars dels Estats Units com la NFL o NBA. Els equips de futbol anglès, al costat d'equips espanyols i italians van ser convidats. El Futbol Club Barcelona va acceptar la invitació, un dia abans que el seu president Josep Maria Bartomeu dimitís del seu càrrec.
No obstant, el 21 de gener de 2021 la FIFA i les sis confederacions de futbol (AFC, CAF, CONCACAF, CONMEBOL, OFC i UEFA) van anunciar en un comunicat de premsa el seu rebuig a la idea d'una futura lliga europea. Qualsevol club o jugador que estigués involucrat en un hipotètic nou sistema de lliga seria expulsat de la seva lliga nacional i competició internacional que pugui disputar. Amb tot, el Liverpool i el Manchester United van seguir converses involucrant aquest tema; els documents proposats indicaven que la temporada inaugural de la lliga seria la del 2022-23, amb 15 clubs fundadors i permanents, incloent sis clubs de la Premier League. Cada equip rebria 320 milions d'euros, seguint un pagament anual per temporada de 213 milions d'euros.

### Anunci oficial
El 18 d'abril de 2021, el New York Times va informar que 12 clubs d'Anglaterra, Itàlia i Espanya havien acordat en principi formar una Superlliga europea. També va informar que cada equip guanyaria més de $ 400 milions (333 milions €) per participar en la competició. Els informes van generar una reacció negativa per part de la UEFA i les associacions de futbol i lligues de futbol de primer nivell d'Anglaterra, Itàlia i Espanya, els qui van emetre un comunicat conjunt indicant que no permetrien que aquest projecte seguís endavant. La UEFA també va reiterar que qualsevol club involucrat en una Superlliga seria exclòs de totes les altres competicions nacionals, europees i mundials, i que als seus jugadors se'ls podria negar l'oportunitat de representar a les seves seleccions nacionals. La federació francesa de futbol i la lliga professional francesa també emetrien un comunicat oposant-se a la proposta. El president francès Emmanuel Macron i el primer ministre britànic Boris Johnson també van expressar la seva oposició al pla. Els aficionats també van expressar la seva oposició; l'organització Football Supporters Europe va qualificar la proposta d'"il·legítima, irresponsable i anticompetitiva per disseny".
Més tard, aquell mateix dia, un comunicat de premsa oficial va anunciar la formació de la lliga. Dotze clubs, Reial Madrid CF, FC Barcelona, Atlètic de Madrid, Manchester United FC, Manchester City FC, Chelsea FC, Arsenal FC, Tottenham Hotspur FC, Liverpool FC, Juventus FC, l'Inter de Milà i AC Milà, van ser nomenats membres fundadors, amb altres tres clubs que s'uniran abans de la temporada inaugural. Es va imaginar una lliga de 20 equips, cosa que permetria que 5 clubs es classifiquessin anualment en funció dels resultats de la temporada anterior. La lliga duraria d'agost a maig, i la temporada començaria en dos grups de deu. Els tres millors clubs de cada grup es classificarien automàticament per als quarts de final; Els clubs del quart i cinquè lloc competirien en un desempat de dos partits per les places restants. A partir d'aquí, una ronda eliminatòria d'anada i tornada conduirà a dos equips a la final, que seria un sol joc en un estadi neutral.

## Sistema de competició
Hi participaran 20 clubs, els 15 Clubs Fundadors i altres cinc equips addicionals que es classificaran anualment sobre la base del rendiment de la temporada anterior;
- Tots els partits es jugaran entre setmana, atès que tots els clubscontinuaran competint en les seves respectives lligues estatals, i així preservaran el calendari tradicional que consta al centre de la vida dels clubs.
- La temporada començarà a l'agost amb la participació dels clubs en dos grups de 10, que jugaran partits d'anada i tornada; els tres primers de cada grup es classificaran automàticament per als quarts de final. Els equips que acabin en quarta i cinquena posició jugaran un playoff addicional a doble partit. Posteriorment es jugaran eliminatòries a doble partit a partir de quarts per arribar a la final, que es disputarà a partit únic, a finals de maig, en una seu neutral.

## Equips fundadors
Dotze equips van ser anunciats com els equips fundadors, amb tres més per afegir-se abans de la temporada inaugural. Aquests inclouen els "Sis Grans" de la Premier League, tres equips espanyols i tres equips italians. L'organització de la competició serà governada per aquests quinze membres fundadors, que a més tindran dret permanent a jugar en totes les seves edicions
- Atlètic de Madrid (es va retirar el 21 d'abril de 2021)[27]
- FC Barcelona
- Reial Madrid
- Arsenal FC (es va retirar el 20 d'abril de 2021)[28]
- Chelsea FC (es va retirar el 20 d'abril de 2021)[29]
- Liverpool (es va retirar el 20 d'abril de 2021)[30]
- Manchester City (es va retirar el 20 d'abril de 2021)[31]
- Manchester United FC (es va retirar el 20 d'abril de 2021)[32]
- Tottenham Hotspur FC (es va retirar el 20 d'abril de 2021)[33]
- Inter de Milà (es va retirar el 21 d'abril de 2021)[34]
- Juventus FC (es va retirar el 21 d'abril de 2021)[35]
- AC Milan (es va retirar el 21 d'abril de 2021)[36]

### Abandonament de la competició
Com a conseqüència de les fortes crítiques per part d'aficionats, fans i futbolistes, tots els clubs fundadors a excepció del Barcelona i el Reial Madrid, van decidir retirar-se del projecte. Tots aquests equips van emetre comunicats de premsa en les seves respectives pàgines web. la Juventus també es va pronunciar i va afirmar que «hi ha poques possibilitats que el projecte es completi en la forma concebuda originalment».
Els simpatitzants dels clubs anglesos van celebrar la retirada dels seus equips, després d'haver realitzat marxes i protestes en contra de la competición. Algunes d'aquestes manifestacions es van donar als afores dels estadis de fútbol. Per a la majoria dels aficionats, aquest projecte significava una traïció: «els aficionats, també els dels equips fundadors (de la Superlliga Europea), sentim vertigen, traïció, despossessió» segons les paraules de Ronan Evain, qui s'exerceix com a coordinador de la xarxa de seguidors Football Supporters Europe.